# Richard Alonzo
Richard Alonzo (* 20. Jahrhundert) ist US-amerikanischer Maskenbildner.

## Leben
Alonzos Karriere begann 1981 in dem Film The Nesting, als er für das Make-up verantwortlich war. Es folgten weitere Tätigkeiten in Filmen, die u. a. bei verschiedenen Oscarverleihungen eine Auszeichnung oder Nominierung erhielten, wie Die Farbe Lila, The Sixth Sense, A.I. – Künstliche Intelligenz, Pearl Harbor, Lemony Snicket – Rätselhafte Ereignisse, Pirates of the Caribbean – Am Ende der Welt, Avatar – Aufbruch nach Pandora, Star Trek oder Hitchcock. Er war dabei nie nominiert worden.
Bei der Oscarverleihung 2017 erhielt er seine erste Nominierung, gemeinsam mit Joel Harlow, in der Kategorie bestes Make-up und beste Frisuren für seine künstlerischen Leistungen in dem Film Star Trek Beyond.

## Filmografie (Auswahl)
- 1981: The Nesting – Haus des Grauens (The Nesting)
- 1985: Die Farbe Lila (The Color Purple)
- 1989: Black Rain
- 1995: Dead Man
- 1999: The Sixth Sense
- 2001: A.I. – Künstliche Intelligenz (A.I. – Artificial Intelligence)
- 2001: Pearl Harbor
- 2004: Lemony Snicket – Rätselhafte Ereignisse (Lemony Snicket’s A Series of Unfortunate Events)
- 2005: Doom – Der Film (Doom)
- 2006: Klick (Click)
- 2007: Species IV – Das Erwachen (Species: The Awakening)
- 2007: Pirates of the Caribbean – Am Ende der Welt (Pirates of the Caribbean: At World’s End)
- 2008: Iron Man
- 2009: Avatar – Aufbruch nach Pandora (Avatar)
- 2009: Terminator: Die Erlösung (Terminator Salvation)
- 2009: Star Trek
- 2010: Alice im Wunderland (Alice im Wonderland)
- 2012: Hitchcock
- 2013: Thor – The Dark Kingdom (Thor: The Dark World)
- 2013: Die fantastische Welt von Oz (Oz the Great and Powerful)
- 2016: Star Trek Beyond
- 2016: Deadpool
- 2017: Logan – The Wolverine (Logan)